# Občina Izola
Občina Izola (italsky Comune di Isola) je jednou z 212 občin ve Slovinsku. Nachází se v Pobřežně-krasovém regionu na území historického Přímoří. Občinu tvoří 9 sídel, její rozloha je 28,6 km² a k 1. lednu 2017 zde žilo 16 015 obyvatel. Správním střediskem občiny je město Izola.

## Členění občiny
Občina se dělí na sídla:
- Baredi (Barè)
- Cetore (Settore)
- Dobrava (Dobrava)
- Izola (Isola)
- Jagodje (Valleggia)
- Korte (Corte)
- Malija (Malio)
- Šared (Saredo)
- Nožed (Nosedo)